# Władysław Łosiński
Władysław Szczepan Łosiński (ur. 15 czerwca 1935 w Poznaniu, zm. 22 stycznia 2017) – polski archeolog, badacz wczesnego średniowiecza, profesor nauk humanistycznych.

## Życiorys
W 1957 ukończył studia na Uniwersytecie im. Adama Mickiewicza w Poznaniu. Od 1959 był pracownikiem Instytutu Kultury Materialnej PAN, w latach 1959-1961 w Zakładzie Archeologii Pomorza w Poznaniu, w latach 1961-1971 w Zakładzie Archeologii Wielkopolski i Pomorza w Poznaniu, od 1971 w Pracowni Archeologicznej w Szczecinie. Pracę doktorską obronił w 1967, habilitował się w 1982, tytuł profesora nauk humanistycznych otrzymał w 1993.
Kierował pracami archeologicznymi w okolicach Kołobrzegu, w Kędrzynie, Gołańczy Pomorskiej, Bardach, Skroniu i Świelubiu (1960-1974) oraz w Szczecinie (1992-2001), gdzie kierował projektem Wczesnośredniowieczna aglomeracja miejska w Szczecinie. Suburbium.
W 1993 został odznaczony Złotym Krzyżem Zasługi.